# Cuadernos del Instituto Nacional de Antropología y Pensamiento Latinoamericano
Cuadernos del Instituto Nacional de Antropología y Pensamiento Latinoamericano, conocida comúnmente como Cuadernos del INAPL, es una revista académica sobre antropología publicada por el Instituto Nacional de Antropología y Pensamiento Latinoamericano (INAPL) que se ubica en la ciudad de Buenos Aires (Argentina) y que depende del Ministerio de Cultura de la Nación Argentina.

## Objetivos
Esta revista científica publica trabajos de autores argentinos y extranjeros sobre temáticas relacionadas con las ciencias antropológicas para contribuir con el avance de la disciplina, abarcando cualquier periodo cronológico y alcance geográfico. El objetivo de la misma es dar difusión a trabajos inéditos en español, portugués o inglés, tanto de investigadores, docentes y profesionales de la Argentina como del extranjero, que realicen estudios de todas las especialidades antropológicas, como antropología social, folklore, lingüística y arqueología, así como disciplinas afines.
La revista publica artículos científicos originales y que pasan por una revisión por pares. 

## Historia
La revista comenzó a editarse en el año 1960 e inicialmente se llamó Cuadernos del Instituto Nacional de Investigaciones Folklóricas. En su primer número, que se destaca que esta publicación surge a cinco años de la creación del mencionado instituto de folklore, se expresa en palabras de su director, Julián Cáceres Freyre, que se desea que: 
se estampen en sus páginas las características de nuestro folklore. Es por ello que debemos aspirar a que sean sana y veraz expresión de la genuina realidad nacional en la materia.
La revista conservo este nombre entre los números 1 y 3; cambiando a Cuadernos del Instituto Nacional de Antropología a partir del número 4 correspondiente al año 1964, hasta el número 13 del año 1988. Durante esta época, también salió publicada con la variante: Cuadernos. Instituto Nacional de Antropología. A fines de esta etapa comenzó a incorporar una comisión de especialistas con el fin de evaluar y seleccionar los trabajos que serían publicados. Luego de un periodo en que no salió publicada la revista durante la crisis económica de fines de la década de 1980, retoma la edición en el año 1992 con un nuevo título: Cuadernos del Instituto Nacional de Antropología y Pensamiento Latinoamericano, producto del cambio del nombre del instituto del que forma parte, hecho que había ocurrido en el año anterior
Se trata de una revista gratuita, sin costo para los autores, que desde el año 2015 se publica únicamente en formato digital, de acceso abierto bajo una licencia Creative Commons (CC BY-NC-SA 2.5). publicados son revisados por pares.

## Resumen e indexación
La revista se encuentra en las siguientes plataformas de evaluación de revistas y directorios y bases de datos: LATINDEX (Sistema Regional de Información en Línea para Revistas Científicas de América Latina, el Caribe, España y Portugal), LatinRev (Red Latinoamericana de Revistas en Ciencias Sociales), Malena (CAICyT, CONICET), y LivRe (Revistas de Livre Acceso), entre otros.